# Jean-Édouard Verneau
Jean-Édouard Verneau (ur. 29 sierpnia 1890 w Vignot, zm. 15 września 1944 w KL Buchenwald) – francuski generał dywizji.

## Życiorys
Absolwent paryskiej politechniki (1911). W 1913 służył w wojskach inżynieryjnych. W latach 1939–1940 szef sztabu w Afryce Północnej w Armii Francuskiej. W latach 1940–1941 przewodniczył delegacji francuskiej w Komisji Rozejmowej w Wiesbaden. W 1941 i 1942 zastępca szefa sztabu Armii Rozejmowej Francji Vichy, której od czerwca 1942 zaczął przewodniczyć. Między czerwcem a październikiem 1943 naczelny wódz Organisation de résistance de l’armée (skr. ORA). 23 października 1943 aresztowany przez Gestapo; osadzony został w obozie koncentracyjnym Buchenwald, gdzie zginął 15 września następnego roku. 

## Awanse
- podpułkownik – 1934[3]
- pułkownik – 1940[2]
- generał brygady – 1941[1]
- generał dywizji – 1942[1]

## Odznaczenia
Został odznaczony m.in.:
- Orderem Legii Honorowej III klasy
- Krzyżem Wojennym 1914–1918 z brązową palmą
- Krzyżem Wojennym Zamorskich Teatrów Działań Wojennych
- Medalem Pamiątkowym Wielkiej Wojny
- Krzyżem Kombatanta